# Saint-Genis-sur-Menthon
Saint-Genis-sur-Menthon ist eine französische Gemeinde mit 488 Einwohnern (Stand: 1. Januar 2022) im Département Ain in der Region Auvergne-Rhône-Alpes; sie gehört zum Arrondissement Bourg-en-Bresse und zum Kanton Vonnas.

## Geographie
Die Gemeinde Saint-Genis-sur-Menthon liegt am namengebenden Bach Menthon in der Landschaft Bresse, etwa elf Kilometer östlich von Mâcon und etwa 18 Kilometer westnordwestlich von Bourg-en-Bresse.
Umgeben wird Saint-Genis-sur-Menthon von den Nachbargemeinden Saint-Didier-d’Aussiat im Norden und Nordosten, Confrançon im Osten, Mézériat im Südosten und Süden, Perrex im Südwesten, Saint-Cyr-sur-Menthon im Westen sowie Bâgé-Dommartin im Nordwesten.

## Bevölkerungsentwicklung
| Jahr                       | 1962 | 1968 | 1975 | 1982 | 1990 | 1999 | 2006 | 2012 | 2021 |
| Einwohner                  | 340  | 301  | 270  | 299  | 324  | 363  | 391  | 447  | 486  |
| Quellen: Cassini und INSEE |      |      |      |      |      |      |      |      |      |

## Gemeindepartnerschaft
Über den Gemeindeverband besteht eine Gemeindepartnerschaft mit der deutschen Gemeinde Straubenhardt in Baden-Württemberg.

## Wirtschaft und Infrastruktur
Saint-Genis-sur-Menthon hat eine mautpflichtige Anschlussstelle der Autoroute A40.

## Sehenswürdigkeiten
- Kirche Saint-Barthélemy aus dem 19. Jahrhundert

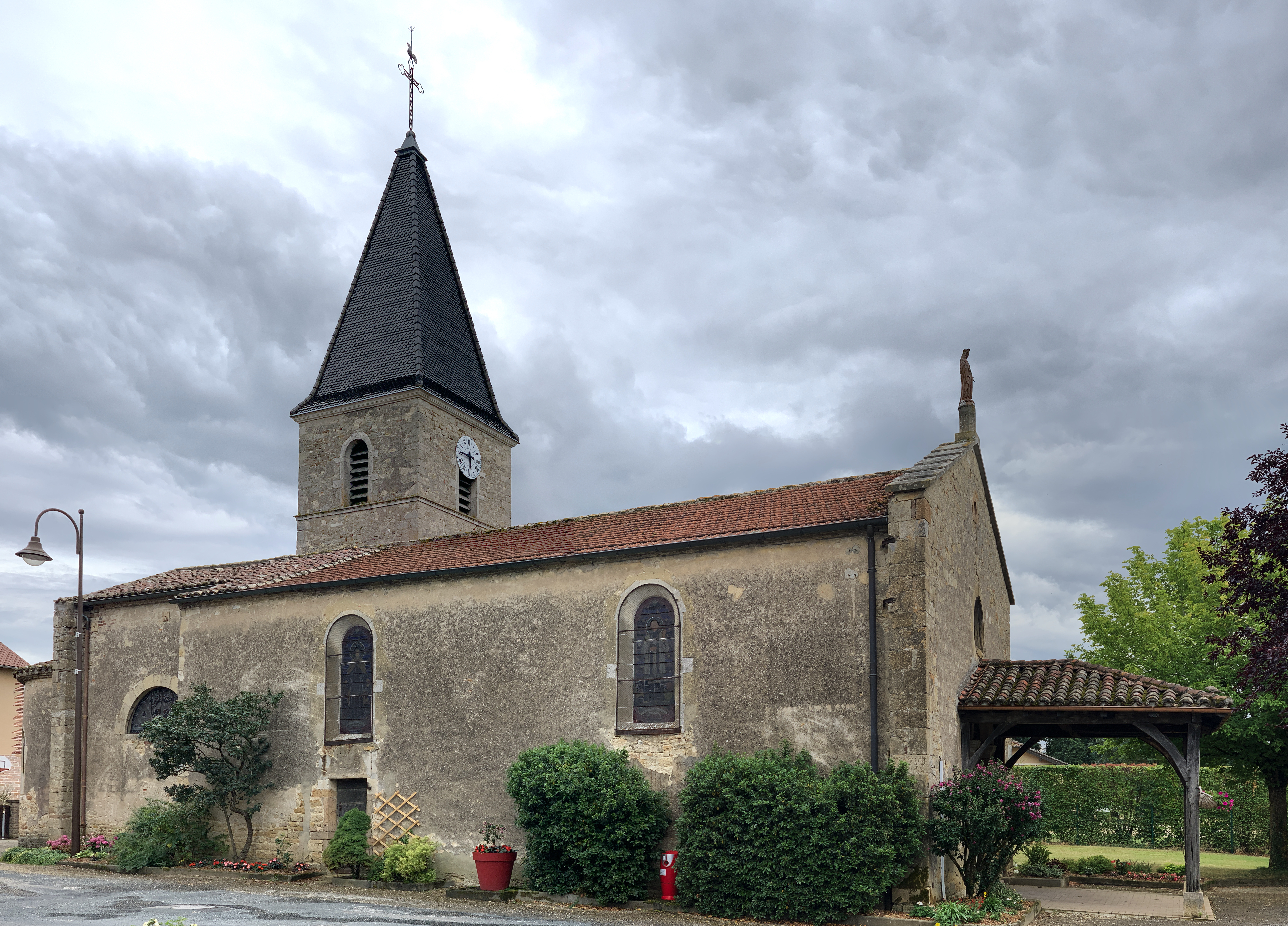
Kirche Saint-Barthélemy
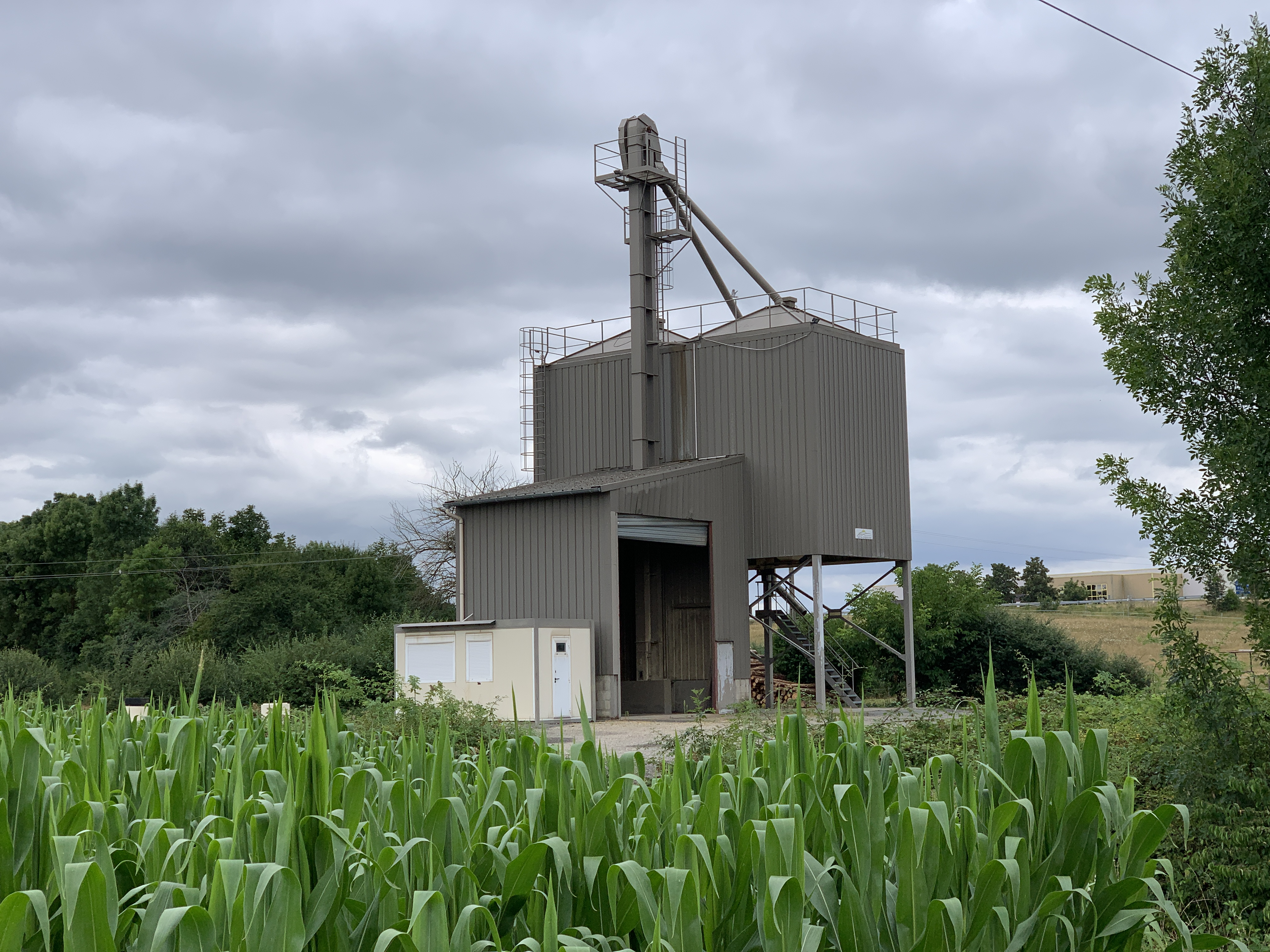
Siloanlage
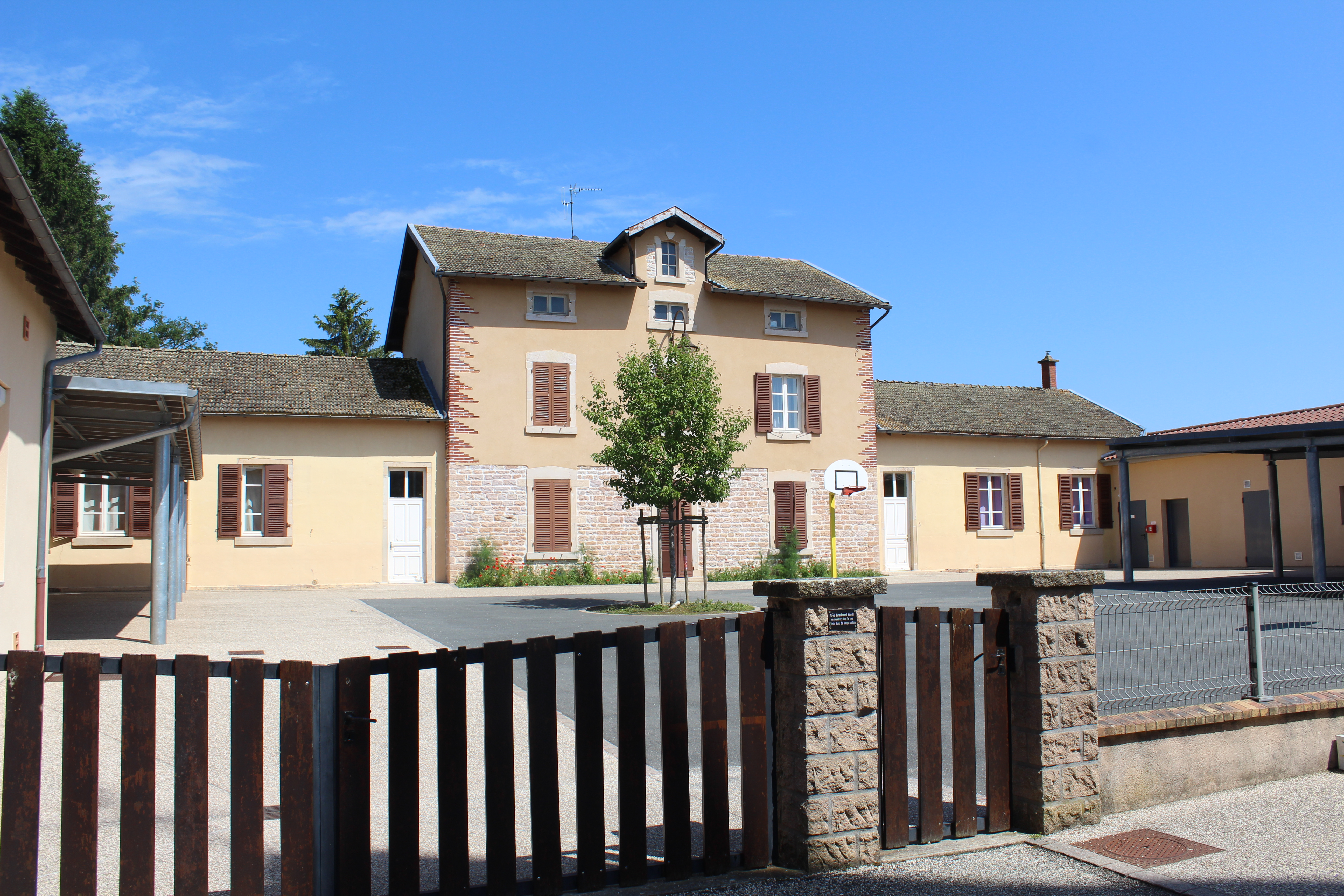
Schule
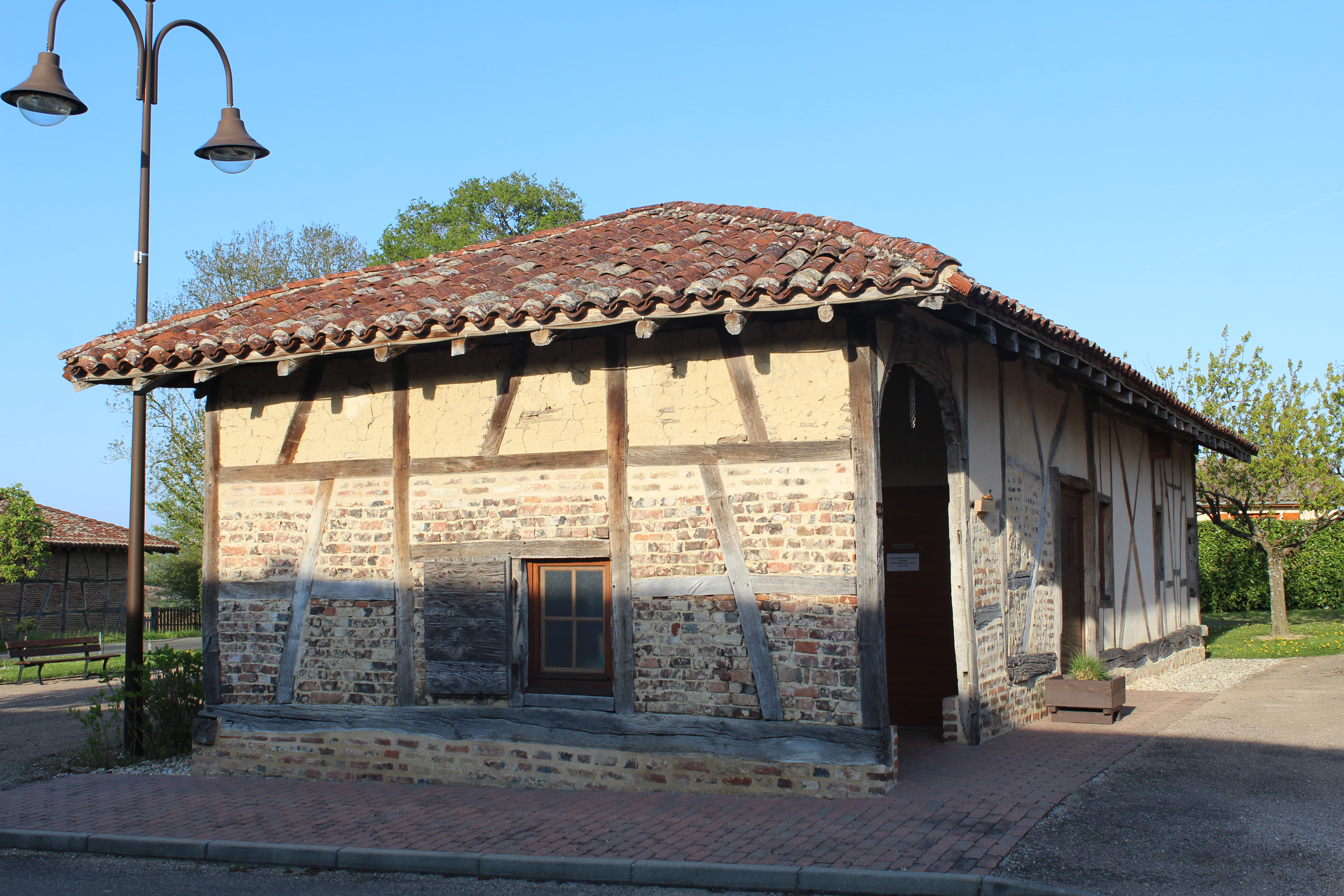
Bibliothek
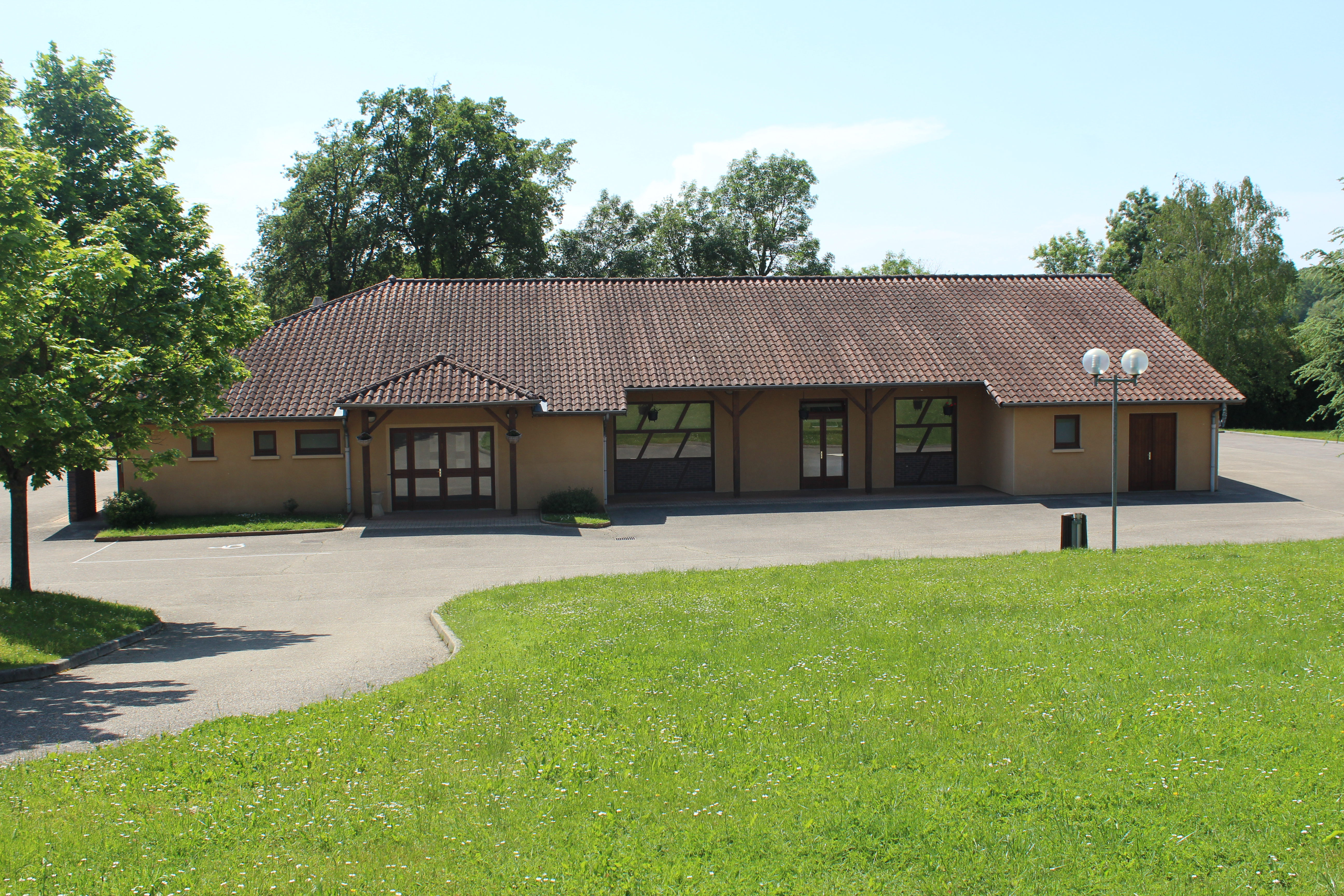
Gemeindefesthalle
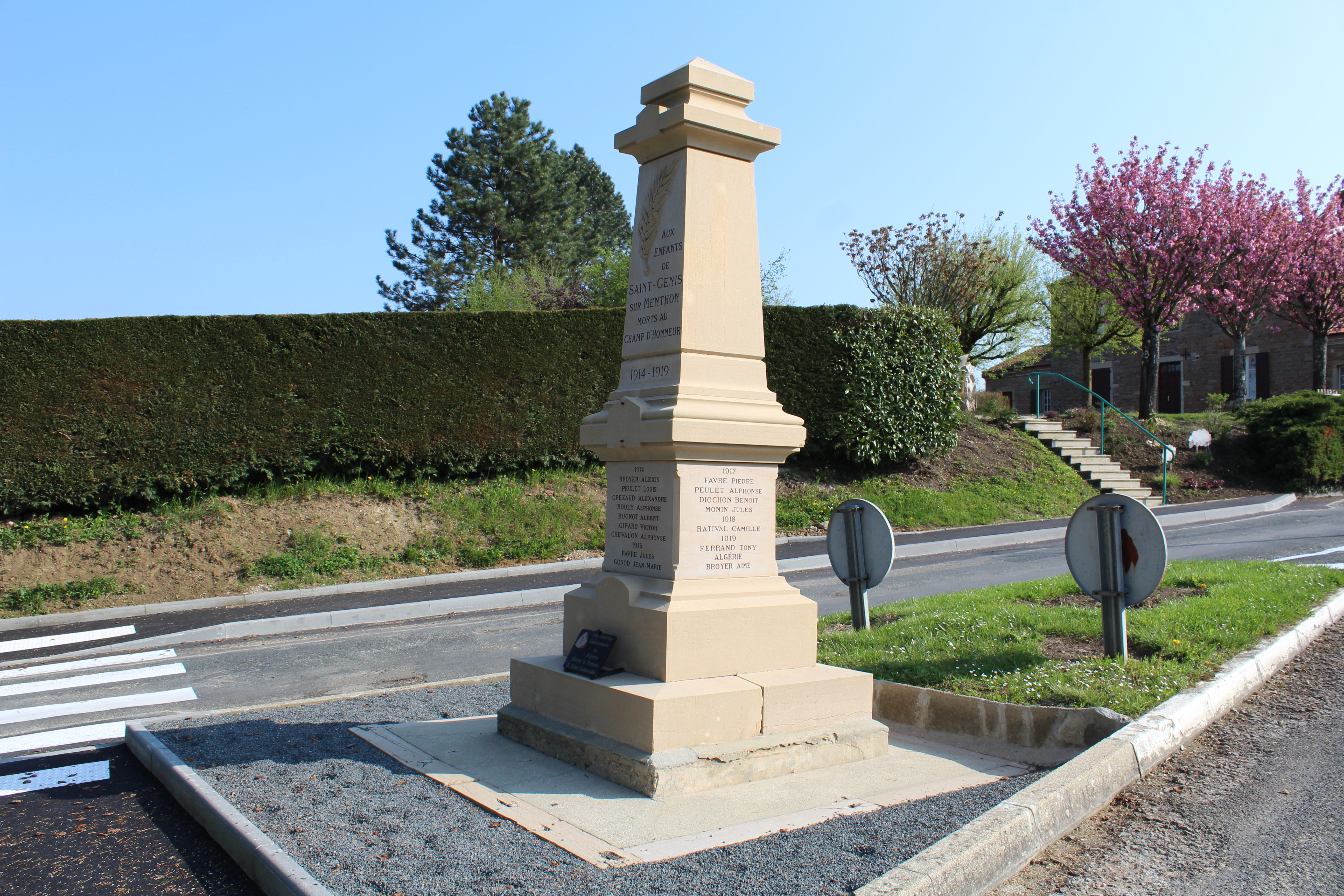
Gefallenendenkmal